# Fenciclidina
A fenciclidina (fenilciclo-hexilpiperidina ou fenilcicloexilpiperidina, comumente iniciado como PCP), também conhecida como pó de anjo, poeira da lua e EA-2148, é uma droga dissociativa antigamente usada como agente anestésico; seu uso causa alucinações, pois tem efeitos neurotóxicos.
Foi patenteada em 1952 pela empresa farmacêutica Parke-Davis e comercializada sob a marca Sernyl. No Reino Unido, a PCP é uma droga de classe A. Pela estrutura química, o PCP é um derivado arilciclo-hexilamina, e na farmacologia, é um membro da família dos anestésicos dissociativos. O PCP funciona principalmente como antagonista dos receptores NMDA, o que acaba bloqueando a atividade do receptor. Outros antagonistas dos receptores NMDA incluem cetamina, tiletamina e dextrometorfano.

## Bioquímica e farmacologia

### Ação bioquímica
O receptor de N-metil-D-aspartato (NMDA), é um receptor do tipo ionotrópico, e é encontrado nos dendritos de neurônios e recebe sinais, sob a forma de neurotransmissores. É um dos principais receptores excitatórios no cérebro. A função fisiológica normal exige que o receptor ativado permita o fluxo de íons positivos através de um canal. O PCP entra no canal iônico a partir do exterior dos neurônios e se liga, reversivelmente, a um sítio no poro do canal, bloqueando o fluxo de íons positivos dentro da célula. O PCP, por isso, inibe a despolarização dos neurônios e interfere com outras funções cognitivas e do sistema nervoso.
De modo semelhante, o PCP e análogos também inibir canais receptores nicotínicos de acetilcolina (Nachr). Alguns análogos têm a maior potência em do NAchR que a NMDAR. Em algumas regiões cerebrais, estes efeitos agem sinergicamente para inibir a atividade excitatória.
O PCP é retido no tecido adiposo e é quebrado pelo metabolismo humano em vários metabólitos.
O efeito clínico mais preocupante do PCP são os efeitos produzidos pela ação indireta da fenciclidina no receptor do neurônio pré-sináptico de dopamina (DA-2). Isso sugere a maioria das características psicóticas. A relativa imunidade à dor é provavelmente produzida por ação indireta com o sistema endógeno de endorfina e encefalina em ratos.
Fenciclidina também foi demonstrado como causa para esquizofrenia, como mudanças no cérebro de ratos, que são detectáveis tanto em ratos vivos após a necropsia e exame de tecido cerebral. Ela também induz sintomas em seres humanos que são virtualmente indistinguível da esquizofrenia.

### Estruturas análogas

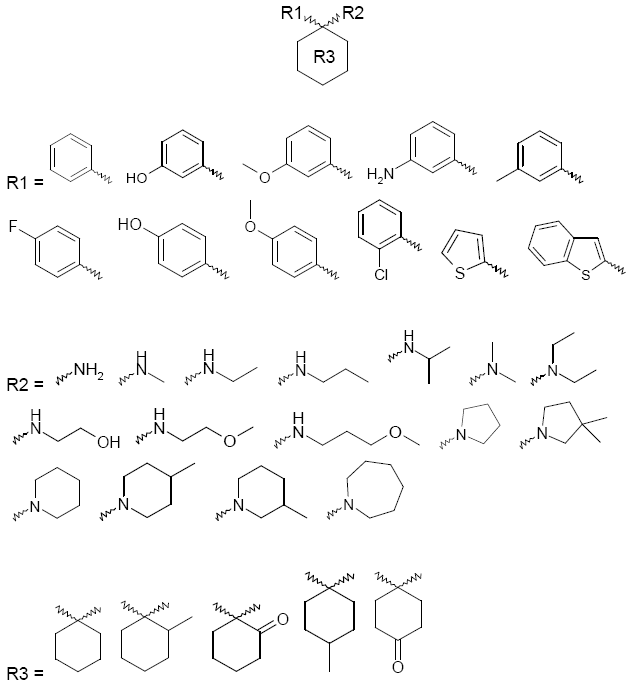
Possíveis análogos do PCP

Mais de 30 diferentes análogos do PCP foram relatadas como sendo usado nas ruas durante os anos 1970 e 1980, principalmente no EUA. As mais conhecidas delas são PCPy (roliciclidina, 1 - (1-fenilciclohexil) pirrolidina); PCE (eticiclidina, N-etil-1-fenilciclohexilamina) e TCP (tenociclidina, 1 - (1 - (2-tienil) ciclohexil) piperidina). Estes compostos nunca foram amplamente utilizados e não pareciam ser tão bem aceitos pelos usuários do PCP em si, porém todos eles foram adicionados para Tabela I da Lei de substâncias controladas devido aos seus supostos efeitos semelhantes.
Os motivos estruturais generalizados necessários para a atividade como a do PCP é obtido a partir de estudos da relação estrutura-atividade dos análogos do PCP, e resumidos a seguir. Todos estes análogos teria alguns efeitos semelhantes ao do PCP propriamente dito, embora, com uma gama de potências e uma mistura de diversos anestésicos, dissociativos e efeitos estimulantes em função das particularidades dos substituintes utilizados. Em alguns países, como os EUA, Austrália e Nova Zelândia, todos esses compostos seriam considerados substâncias controladas análogos do PCP, e, portanto, são ilegais, embora muitas delas nunca foram feitos ou testados.

### Efeitos cerebrais
À semelhança de outros antagonistas dos receptores NMDA, postula-se que a fenciclidina pode causar um certo tipo de dano cerebral chamado lesão de Olney. Estudos realizados em ratos demonstraram que altas doses do antagonista dos receptores NMDA, MK-80, causou vacúolos de forma irreversível em determinadas regiões dos cérebros dos ratos, e peritos dizem que é possível que o dano cerebral semelhante pode ocorrer em humanos. Até agora, todos os estudos da lesões de Olney só foram realizados em animais e não podem ser aplicadas aos seres humanos. A investigação sobre a relação entre o metabolismo cerebral rato e da criação de lesões de Olney tem sido desacreditadas e podem não se aplicar aos seres humanos, como foi demonstrado com cetamina.
Fenciclidina também foi demonstrado como causa para esquizofrenia, como mudanças no cérebro de ratos, que são detectáveis tanto em ratos vivos após a necropsia e exame de tecido cerebral. Ela também induz sintomas em seres humanos que são virtualmente indistinguível da esquizofrenia.

## Uso médico e veterinário
A fenciclidina foi provada inicialmente depois da Primeira Guerra Mundial como um anestésico cirúrgico. Devido aos seus efeitos adversos, como alucinações, mania, delírios e desorientação, teve a descontinuação de seu uso até os anos 1950. Logo foi comercializado pelo laboratório Parke-Davis com o nome de Sernyl (referindo-se supostamente a serenidade), mas novamente foi descontinuado por seus efeitos adversos. Seu nome foi trocado brevemente depois (Sernylan) e foi destinado ao uso veterinário, como anestésico, mas de novo foi retirado do mercado. Seus efeitos adversos e a sua longa meia-vida no corpo humano o faziam inútil para aplicações médicas. É retido no tecido adiposo e é metabolizado em PCHP, PPC e PCAA. Ao fumar-se, uma parte é convertida pelo calor em 1-fenil-ciclohexeno (PC) e piperidina.

## Uso recreacional

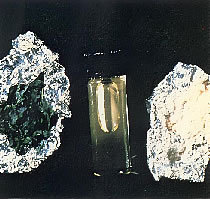
PCP

O PCP é consumido na forma recreacional, principalmente nos EUA, onde a demanda é suprida pela produção ilegal. Em 1966, em São Francisco, Estados Unidos, já era produzida e era chamada de PCP ou Peace Pill, de onde foi para Nova York, sob o nome de Hog. Apresenta-se como um pó ou líquido (baseadas principalmente fenilciclina dissolvida em éter), mas é geralmente pulverixada em folhas, quer seja de maconha, menta, orégano ou perejil para ser fumada. Às vezes é consumida com ecstase - uma prática conhecida como "Elephant flipping". A fenciclidina é uma substância da Lista II nos EUA e uma substância Classe A no Reino Unido.

### Método de absorção
O termo embalsamador ("embalming fluid") é frequentemente utilizado para referir-se à fenciclidina líquida com a qual um cigarro ou está impregnado com a droga onde ser será ingerido quando fumado. O ato de fumar fenciclidina é conhecido como umedecer-se ("getting wet").
Existe muita confusão a respeito da prática de perfurar cigarros com o "embalsamador" levando a alguns a pensar que qualquer líquido embalsamador real pode ser usado. Este é um erro conceitual que pode trazer sérias conseqüências para a saúde, muito maior do que o consumo do PCP.
Em sua apresentação em pó, o PCP pode ser inalado.
Na sua forma pura, o PCP é um pó branco cristalino que dissolve facilmente na água. No entanto, a maior parte do mercado ilícito de PCP contém contaminantes de manufatura, causando a cor que vai do tostado ao café e consistência de pó a massa gomosa.

### Efeitos
O pó de anjo ou PCP pode ser aspirado, ingerido per os, injetado na corrente sanguínea e fumado. Pode ser utilizado como "excipiente" de outras drogas, tais como: LSD, cocaína, mescalina e outras.
Se o PCP tem qualquer efeito forte e consistente, que é claramente diferente de outros compostos semelhantes é controversa. Alguns acreditam que os efeitos da droga são tão variadas quanto a sua aparência. Pode ser que uma quantidade moderada de PCP promove em usuários uma sensação de separação, de alienação e de estranhamento a partir do seu ambiente. Dormência, dificuldade em falar, perda de coordenação pode ser acompanhada com a sensação de força e invulnerabilidade.
Alguns efeitos observados são: olhares fixos, movimentos involuntários rápidos dos olhos, diarreia e caminhar exagerado. Tem início rápido e intenso em 30 minutos, e seus sintomas podem ocorrer durante dias pois existe uma reabsorção da droga do estômago para o intestino.
O PCP também pode aumentar a temperatura corporal, o que explica por que muitas pessoas sob a influência do PCP removam as roupas em lugares públicos. No entanto, não há provas científicas de que o PCP induz à violência.
Se alega que o PCP pode provocar alucinações extremas muito vívidas de coisas que estão fora do normal ou muito estranhas, segundo os consumidores. Doses elevadas de PCP produz diminuição na pressão arterial, frequência cardíaca e frequência respiratória. Isto pode ser acompanhada por náuseas, vômitos, visão turva, nistagmo, perda do equilíbrio e tonturas. Doses mais elevadas de PCP pode causar convulsões, coma e morte (embora por vezes a morte devido ao suicídio ou lesão acidental durante intoxicação).
A utilização de doses elevadas de PCP pode causar sintomas que simulam esquizofrenia, como delírios, alucinações, paranoia, pensamento desordenado, um sentimento de afastamento do meio ambiente e catatonia. A fala é limitada e desajeitada.